# Kanaal Steenwijk-Ossenzijl
Het kanaal Steenwijk-Ossenzijl is een waterweg in de Nederlandse provincie Overijssel.
Het kanaal Steenwijk-Ossenzijl is een schakel in de vaarverbinding tussen de waterwegen rond Steenwijk en de Friese waterwegen. Vanaf Steenwijk loopt het kanaal in westelijke richting langs de Weerribben naar Ossenzijl. In deze plaats komt het kanaal samen met de Kalenbergergracht, die verbonden is met het Giethoornsche Meer en de Ossenzijlersloot, die uitmondt in de Linde en via deze vaarweg verbonden is met de Friese wateren.